# Holzkirchen (Miesbach járás)
Holzkirchen település Németországban, azon belül Bajorországban. Lakosainak száma 16 719 fő (2023. december 31.). Holzkirchen Otterfing, Valley, Dietramszell, Warngau és Waakirchen községekkel határos.

## Népesség
A település népessége az elmúlt években az alábbi módon változott:
| Lakosok száma | 1132 | 4541 | 6341 | 10 788 | 15 600 | 16 021 | 16 473 | 16 428 | 16 722 | 16 719 |
|               | 1875 | 1950 | 1975 | 1987   | 2012   | 2014   | 2016   | 2017   | 2021   | 2023   |

 A településen van a Meridian vasúttársaság székhelye.